# شحاتة العرابي
شحاتة العرابي (1963 -) هو إذاعي مصري، أستمر في العمل داخل إذاعة القرآن الكريم المصرية لمدة تزيد عن 35 عاما.

## حياته ونشاته
- ولد في حلوان، وكانت نشأته بسيطة في بيت متواضع بحلوان[4]، مضيفا أن والده كان يحرص دائما على اصطحابه في كل زيارة أو مجلس علم داخل المسجد، وتأثر بعدد من الأساتذة، منهم أستاذ اللغة الإنجليزية والعربية والدراسات الاجتماعية في طفولته، أكتشف عمه أحمد زكي العرابي وأخبره بأن صوته إذاعيا، تخرج في كلية الآداب بجامعة القاهرة.[5]

- كان قارئا من الدرجة الأولى، قرأ كتب أخويه الأكبرين، خاصة كتب اللغة العربية والشعر، مما صقل لغته العربية واستفاد من ذلك خلال عمله لاحقا، وقع في حب هذه اللغة منذ الطفولة، وفي المرحلة الثانوية قدم الإذاعة المدرسية مع زملائه.[6]

يعتبر شحاتة العرابي أن أول من اكتشف صوته هو مدرس مادة التاريخ، فبعد انتهاء مرحلة الدراسة الثانوية أخبر الأستاذ تلميذه المراهق أن صوته الرخيم يصلح للعمل في الإذاعة، وشبّه صوته بصوت الإذاعي أحمد سمير، ظلت الفكرة في ذهن شحاتة العرابي الشاب حتى شجعه أيضا عمه، وكان وقتها يعمل في دار نشر بالمراجعة والتدقيق اللغوي.

## مسيرته
- بعد التخرج عمل في الصحافة مدققا لغويا مما حسن لغته كثيرا، وتقدم لاختبارات الإذاعة المصرية ونجح في الاختبارات بسبب صوته الإذاعي الذي دفع لجنة الاختبارات لإلحاقي بإذاعة القرآن الكريم مباشرة.[8]

- أول من اكتشف صوته هو مدرس مادة التاريخ، فبعد انتهاء مرحلة الدراسة الثانوية أخبر الأستاذ تلميذه المراهق أن صوته الرخيم يصلح للعمل في الإذاعة، وشبّه صوته بصوت الإذاعي أحمد سمير، ظلت الفكرة في ذهن شحاتة العرابي الشاب حتى شجعه أيضا عمه، وكان وقتها يعمل في دار نشر بالمراجعة والتدقيق اللغوي، وبسبب هذا التشجيع قدم في اختبارات الإذاعة وتمكن من اجتيازها والالتحاق بالعمل، واختاروا له إذاعة القرآن الكريم بعد قراءته القرآن أمام اللجنة، كان وقتها يرى أنه من المستحيل دخول هذه الإذاعة لصعوبات القبول، وأعلن لاحقا أنه كان يرى في مقدم البرامج الدينية جابر الشال مثلا أعلى.[9]

- خلال فترة عمله في إذاعة القرآن الكريم ظهر تفوقه سريعا، واستعاض عن الوضع الأول عندما كان قلقا من القراءة وأخطائها بثقة شديدة في النفس جعلته يصحح للأقدم منه.[10]

- من أشهر برامجه في إذاعة القرآن الكريم الإسلام والإدارة، وفي رحاب السنة، ومواقف إسلامية، وقطوف من حدائق الإيمان[11]، الذي ظل يذاع لمدة تزيد عن عشرون عاما، وشارك في التمثيل كذلك بأحد مشاهد مسلسل إمام الدعاة عام 2003.[12]

- عمل في التدريب على اللغة العربية، وألقى محاضرات عن الإلقاء والأداء، بالإضافة إلى أنه كان مراجعا لغويا للمسلسلات التاريخية والدينية، ومنها الحسن البصري، والشيخ الشعراوي[13]، وعمر بن عبد العزيز، والإمام الغزالي.[9]